# Алесио Романьоли
Алесио Романьоли  (роден на 12 януари 1995 в Анцио) е италиански футболист, играе като централен защитник и се състезава за италианския Лацио. След добър сезон като преотстъпен от Рома в Сампдория, в трансферния прозорец на сезон 2015/2016 г. е закупен от Милан за сумата от 25 млн. евро, а през 2022 г. е закупен от Лацио

## Клубна кариера

### Рома
Новия треньор на Рома Зденек Земан включва Романьоли в първия състав на Рома, въпреки че е само на 17 години по това време. Взима участие в предсезонните контроли на Рома, а след старта на сезона е включван в групата за мачовете на Рома, оставайки на резервната скамейка.
На 11 декември 2012 г. Романьоли прави дебюта си за Рома, започвайки като титуляр в мач срещу Аталанта.
На 22 декември прави дебюта си за Рома в Серия А, появявайки с е в края на мача с Милан, а Рома печели мача с 4-2.
Първия си гол за клуба бележи на 3 март 2012 г. при победата с 3-1 над Дженоа.

## Сампдория
За сезон 2014/2015 г. Алесио Романьоли защитава клубните цветове на Сампдория, където се утвърждава като титуляр и се представя на високо ниво.

## Милан
Бившия треньор на Романьоли в Сампдория – Синиша Михайлович е назначен за треньор на Милан. Доволен от изявите на Романьоли от предходния сезон, Михайлович настоява пред ръководството на Милан да привлече играча и Алесио Романьоли е закупен от Рома за сумата от 25 млн. евро в началото на август 2015 г.

## Национален отбор
Романьоли има мачове за националните отбори на Италия до 16 и до 17 години, а e част от състава на Италия до 21 години, като вече е получавал и повиквателни за представителния отбор на Скуадра адзура.